# 1997년 LG 트윈스 시즌
1997년 LG 트윈스 시즌은 LG 트윈스가 KBO 리그에 참가한 8번째 시즌으로, MBC 청룡 시절까지 합하면 16번째 시즌이다. 지난 시즌 감독 대행을 맡았던 천보성 감독이 정식 부임하여 팀을 이끈 첫 시즌이다. 팀은 8팀 중 해태 타이거즈에 1.5경기 뒤진 정규시즌 2위로 포스트시즌에 진출했다. 이후 플레이오프에서 삼성 라이온즈를 3승 2패로 꺾고 한국시리즈에 진출했으나, 해태 타이거즈에게 1승 4패로 패배하며 최종 준우승을 기록했다.

## 타이틀
- KBO 골든글러브: 김동수 (포수), 이병규 (외야수)
- KBO 신인상: 이병규
- KBO 골든포토상: 서용빈
- 매직글러브: 이병규 (중견수)
- 미스터올스타: 류지현
- 올스타 선발: 김동수 (포수), 심재학 (외야수), 이병규 (외야수)
- 올스타전 추천선수: 최향남, 서용빈, 류지현
- 수비 WAR: 김동수 (1.99)
- 출장(타자): 이병규 (126)
- 희생플라이: 심재학 (10)
- 세이브: 이상훈 (37)
- 세이브포인트: 이상훈 (47)

### 퓨처스리그
- 북부리그 출장(타자): 김정한 (73)
- 타석: 이준용 (303)
- 타수: 이준용 (284)
- 안타: 이준용 (85)
- 1루타: 이준용 (69)
- 북부리그 3루타: 김정한 (5)
- 홈런: 임노병 (16)
- 타점: 임노병 (55)
- 북부리그 세이브: 이병석 (7)
- 평균자책점: 이병석 (2.33)

## 선수단
- 선발투수: 전승남, 임선동, 최향남, 김용수, 손혁, 김태원
- 구원투수: 차명석, 송유석, 민원기, 신동수, 김건우, 신창수, 김민기, 신영균, 김기범, 차동철
- 마무리투수: 이상훈, 최승민, 인현배, 장문석
- 포수: 김동수, 최형현, 전종화, 김정민
- 1루수: 서용빈, 김선진, 임노병
- 2루수: 신국환, 박종훈
- 유격수: 류지현, 손지환
- 3루수: 송구홍, 안재만, 권용관
- 좌익수: 동봉철, 노찬엽, 박준태
- 중견수: 이병규
- 우익수: 심재학
- 지명타자: 최동수, 허문회, 윤인수, 송인호

## 여담
- 김용수는 1996년부터 1997년까지 KBO 리그 내 최고 연봉자였다.
- 신창수는 이 시즌 1경기(9월 9일 vs 해태)에 등판해 피출루율 0을 기록하여 KBO 리그 사상 최초로 단일 시즌 피출루율 0을 기록한 투수가 되었다. 1985년 김재박이 단일 시즌 피출루율 0을 기록했던 바 있지만, 김재박의 경우 주포지션이 내야수다.
- 안재만은 이 시즌 쌍방울 레이더스와의 경기에서 3타수 3안타를 기록하여 단일 시즌 쌍방울 레이더스와의 경기에서 최고 타율, 출루율, 장타율, OPS를 기록한 선수가 되었다.
- 이준용은 KBO 퓨처스리그 사상 최초로 단일 시즌 300타석을 달성했다.
- 마이클 앤더슨은 외국인 선수 드래프트에서 1라운드에 지명되어 LG 트윈스 역대 최초의 외국인 선수가 되었다.

## 같이 보기
- 1996년 LG 트윈스 시즌